# Деляєво
Деля́єво (рос. Деляево) — присілок у складі Підосиновського району Кіровської області, Росія. Входить до складу Утмановського сільського поселення.
Населення становить 2 особи (2010, 3 у 2002).
Національний склад станом на 2002 рік — росіяни 100 %.